# Santa Cruz (Tlalixtaquilla)
Santa Cruz es una localidad del estado mexicano de Guerrero. Es parte del municipio de Tlalixtaquilla de Maldonado.

## Demografía
| Gráfica de evolución demográfica |
|                                  |

| Censo | Población |
| ----- | --------- |
| 1950  | 439       |
| 1960  | 740       |
| 1970  | 874       |
| 1980  | 963       |
| 1990  | 1 226     |
| 2000  | 1 133     |
| 2010  | 1 306     |
| 2020  | 1 309     |